# 880-е годы до н. э.
880-е (восемьсо́т восьмидеся́тые) го́ды до на́шей э́ры по пролептическому юлианскому календарю — промежуток времени с 1 января 889 года до н. э. по 31 декабря 880 года до н. э., включающий с 889 по 881 годы 2-го десятилетия  и 880 год 3-го десятилетия IX века 1-го тысячелетия до н. э. Им предшествовали 890-е годы до н. э., за ними следовали 870-е годы до н. э. Они закончились 2905 лет назад.

## Датированные события
- 880-е годы (?) — Ливийский правитель Шешонк II.
- 889 (33 год Осоркона I) — фараон празднует свой второй хеб-сед.
- 888 — умер князь Лу Ли-гун, лусцы поставили у власти его младшего брата Цзюя (Сянь-гун, эра правления 887—856)[1].
- 888 — 21 марта произошло полное солнечное затмение. Могло наблюдаться только на Антарктическом полуострове, частное — на некоторой части Южной Америки[2].
- 888 — 13 сентября произошло частное солнечное затмение (ось лунной тени прошла в 212 км от Земли). Наблюдалось в Западной Африке и Западной Европе, включая Скандинавский полуостров, а также на Аляске[3].
- 887 — Умер фараон XXII династии Осоркон I, на престол взошёл его сын Шешонк II[4].
- (7 год Сяо-вана) — Согласно тексту, исключаемому из «Ши цзи» как интерполяция, в Чжоу зимой был сильный град, падёж скота, реки Цзян и Хань замёрзли[5].
- 886 — умер царь Чжоу Сяо-ван, ему наследовал сын И-вана I Се (И-ван II, эра правления 885—878)[6].
- 886 (26 год Асы[7]) — Умер царь Израиля Вааса, на престол взошёл Ила.
- 885 — умер фараон XXII династии Шешонк II, на престол взошёл его брат Такелот I.
- 885 (27 год Асы[8]) — Убит царь Израиля Ила, его сверг Замврий, который царствовал лишь 7 дней. Победив его, царём был провозглашён Амврий (Омри).
- 885 — успешный поход Тукульти-Нинурты II против стран Наири. Разгром страны Бит-Замани и её царя Аммебалы.
- Ок.885 (или 888) — умер царь VIII Вавилонской династии Набу-шум-укин I, на престол взошёл Набу-апла-иддин.
- 884 — умер верховный жрец Амона Иулот, жрецом стал Смендес (III), сын Осоркона I[9].
- 884 (или 883) — умер царь Ассирии Тукульти-нинурта II, ему наследовал сын Ашшур-нацир-апал II.
- 884 (2 год И-вана II) — В Чжоу прибыли люди из Шу и Люй и поднесли нефрит, совершили жертвоприношение Хуанхэ[10].
- 883 — походы Ашшур-нацир-апала II против Тумме и в страну Кадмухе.
- 883 (3 год И-вана II) — Чжоуский ван направил князей (чжухоу) против циского Ай-гуна. Его сварили в треножнике[10]. Согласно «Ши цзи», Ай-гуна оклеветал перед чжоусцами Цзи-хоу, а его преемником стал младший брат Цзин (Ху-гун), который перенёс столицу в Бо-гу[11].
- 883 — умер Циский ван Ай-гун.[10]
- 882 — поход Ашшур-нацир-апала II в страны Наири.
- 881 — поход Ашшур-нацир-апала II в страну Замуа. Первые упоминания в ассирийских анналах предположительно иранских имён и топонимов[12].
- 881 (31 год Асы[13]) — царь Израиля Амврий одержал победу над своим соперником в борьбе за власть Фамнием.